# Amyosoma nyanzaense
Amyosoma nyanzaense är en stekelart som först beskrevs av Donald L.J. Quicke och Robert A.Wharton 1989.  Amyosoma nyanzaense ingår i släktet Amyosoma och familjen bracksteklar. Inga underarter finns listade i Catalogue of Life.